# V (personaggio)
V è un personaggio immaginario, protagonista del fumetto V for Vendetta, creato da Alan Moore e David Lloyd. Enigmatico e vendicativo terrorista e giustiziere anarchico, la sua identità è celata da una sorridente maschera di Guy Fawkes e dall'abbigliamento scuro. È stato concepito da Moore per essere al tempo stesso protagonista e antagonista, in modo che i lettori possano decidere autonomamente se considerarlo un eroe che combatte per una causa, o semplicemente un folle. In un certo senso, quindi, ha caratteristiche tipiche sia dell'antieroe, sia dell'eroe.

## Storia
La sua vita e la sua identità sono in gran parte sconosciute. Il suo passato risale al periodo in cui, in un'ipotetica Gran Bretagna distopica, viene istituito un governo cospiratore e oppressore. V è uno dei prigionieri presso il famigerato campo di Larkhill, in realtà uno dei tanti in cui i prigionieri politici, gli omosessuali, gli ebrei, i musulmani e più in generale i "diversi" sono detenuti da uno stato governato da Adam Sutler. Non viene specificato perché V sia detenuto nel campo di Larkhill.
Durante la sua reclusione V viene sottoposto, insieme agli altri prigionieri, a terribili esperimenti medici condotti dalla dottoressa Delia Surridge. Alle cavie umane viene iniettato un siero, che causa a quasi tutti loro una morte orribile; l'unico sopravvissuto è l'uomo della camera cinque (V in numeri romani). Fisicamente sano, Surridge ritiene che la sua mente sia stata deformata dalla sperimentazione: le sue azioni sembrano avere una logica contorta. V sviluppa enormemente i riflessi, la forza fisica e la capacità mentale (è un genio nel campo degli esplosivi, delle arti marziali, della filosofia, della letteratura, della politica, del computer hacking e della chimica). Nella sua permanenza nel campo, all'uomo è permesso di coltivare rose (Violet Carson, nel film chiamate Scarlet Carson) e produrre colture per il campo dei funzionari.
V inizia a conservare parte dei fertilizzanti, a base di ammoniaca, e si organizza per progettare un'evasione; fra le altre cose, crea intricati schemi sul pavimento. Presa quindi una grande quantità di solvente dai giardini, l'uomo utilizza il fertilizzante e il solvente per creare del napalm. In una tempestosa notte, il 5 novembre 1993, egli fa esplodere nella cella la bomba e fugge. Gran parte del campo viene distrutta dall'incendio e molte delle guardie andate a verificare cosa sia successo vengono uccise da gas prodotto artigianalmente da V.
Il campo viene evacuato e poco dopo chiuso. Il prigioniero fuggito adotta allora la nuova identità di V e decide di indossare una maschera di Guy Fawkes, l'uomo che il 5 novembre 1605 tentò di far esplodere le Houses of Parliament di Londra. Si ritira allora per cinque anni, pianificando una vendetta contro il personale del campo di concentramento che l'ha visto "ospite" a lungo, costruendo la sua base segreta, la Shadow Gallery (in italiano, la Galleria delle Ombre), collocata nella Victoria Station nella metropolitana di Londra, chiusa dal governo. Riesce ad uccidere la maggior parte degli oltre quaranta superstiti del personale del campo di Larkhill, facendo sì che ogni omicidio sembri un incidente.
Quattro anni dopo la sua fuga da Larkhill, V inizia finalmente la sua vendetta contro il governo, facendo esplodere simbolicamente il Parlamento il 5 novembre, durante il "Guy Fawkes Day". Quindi rapisce Prothero, un tempo soldato del campo di Larkhill, ora divenuto la "voce del Fato", cioè la voce del governo, e fa precipitare la sua mente nella follia. In seguito uccide Liliman, vescovo che allo stesso modo risiedeva al campo, costringendolo a mangiare un'ostia avvelenata. Ucciderà poi la Surridge con del veleno indolore, riservando quindi un trattamento particolare all'unica che aveva provato rimorso per ciò che aveva fatto. Terminata la sua vendetta personale, V passa al suo piano più grandioso.
Decide allora di fare irruzione all'interno degli studi da cui vengono trasmessi i programmi governativi e imbottitosi di esplosivi, costringe il personale a eseguire i suoi ordini. Preso il controllo della stazione, trasmette un messaggio ai cittadini, chiedendo loro di ribellarsi contro un governo dispotico e tirannico che non rappresenta più nessuno. Alla fine della trasmissione V distrugge l'edificio. Dopo altre peripezie, che vedono gli esponenti-chiave del governo morire per mano di V o di altri ribelli, V viene mortalmente ferito da un proiettile; torna allora alla Galleria delle Ombre, dove muore tra le braccia di Evey. Quest’ultima carica il corpo di V in un treno della metropolitana pieno di esplosivi che esplode sotto il Downing Street. La ragazza assume quindi l'identità di V, vivo ancora una volta, per mandare tutta Londra ad assistere all'esplosione di Downing Street.

## Identità
La sua vera identità è un mistero. Si è tolto la maschera solo davanti a Surridge, ma allo spettatore non è permesso vedere. Egli non considera "V" il suo nome, poiché dice: "Non ho un nome. Puoi chiamarmi V". L'unica spiegazione fornita riguardo al passato di V è il diario di Surridge, che V lascia aperto per il "Dito" (la polizia segreta della Norsefire) e che viene trovato dopo che lui l'ha uccisa. L'Ispettore Finch, capo del dipartimento di polizia (e del "Naso") di Londra e uno dei più potenti funzionari della Norsefire, legge il diario.
In seguito egli nota che sono state strappate alcune pagine, che forse lasciavano indizi sul passato di V. Nel diario, Delia Surridge constatava che non c'era nulla di strano in lui, nessuna anomalia cellulare. Evey sospetta che sia suo padre, ma ciò si rivelerà falso. Alcuni pensano si tratti di Valerie, la detenuta omosessuale della quale Evey legge la storia nella sua finta cella, ma, come verrà detto poi, Valerie era reclusa nella camera 4 e morì prima dell'"incidente" a Larkhill.
Nel fumetto, comunque, è possibile per un attimo, osservare il reale volto di V (o che tale si presume essere), precisamente quando Evey viene rapita per strada e torturata dallo stesso V, travestito da guardia carceraria.
Proprio nella pagina della cattura di Evey è infatti possibile vedere il suo volto in penombra, e disegnato in modo quasi anonimo, nonostante però, siano pienamente distinguibili i tratti somatici. In ogni caso non ci è dato di sapere se anche quel viso è solo una maschera usata all'occorrenza da V.

## Poteri e abilità
Il siero sperimentale che gli è stato iniettato ha donato a V forza, resistenza, velocità, agilità, riflessi e intelligenza sovrumani. Ora è abbastanza forte da scagliare un uomo adulto contro un muro con un singolo pugno o da sfondare un pesante portone con un solo calcio. Lo si è visto resistere a ferite multiple da arma da fuoco e a cadute da altezze estreme e, grazie alla sua velocità, agilità e riflessi è in grado di schivare proiettili esplosi anche da corta distanza. V è inoltre esperto in svariate arti marziali, armi da fuoco, esplosivi, illusioni, filosofia ed è un abile hacker, spadaccino e marksman.
Nell'adattamento cinematografico V presenta ustioni di terzo grado subite durante l'evasione dal campo di concentramento: esse sono visibili sia mentre cucina (sulle mani) che durante l'evasione stessa (in penombra, ma su gran parte del corpo). Nel fumetto originale tali ustioni non esistono.

## Influenza nell'immaginario collettivo
In seguito alla distribuzione del film, la maschera di Guy Fawkes è spesso adottata durante manifestazioni di protesta come simbolo di rivolta contro il potere costituito. La maschera di Guy Fawkes viene spesso utilizzata durante manifestazioni ed è diventata il simbolo dell'organizzazione di hackers nota come Anonymous, degli Indignados e della libertà di manifestazione del pensiero (posta sotto una luce non ideologica e pacifista).